# Lijst van staatshoofden van Duitsland
Hieronder staat een chronologische lijst van de staatshoofden van Duitsland vanaf 1871, het jaar waarin Duitsland als eenheidsstaat ontstond in de vorm van het Duitse Rijk. Zie ook Lijst van rijkskanseliers.

## Staatshoofden van Duitsland (1871-heden)

### Duitse Keizerrijk(1871-1918)
| Monarch | Monarch                  | Regerings- periode |
| ------- | ------------------------ | ------------------ |
|         | Wilhelm I (1797-1888)    | 1871 - 1888        |
|         | Frederik III (1831-1888) | 1888               |
|         | Wilhelm II (1859-1941)   | 1888 - 1918        |

## Rijkspresidenten van deWeimarrepubliek(1919–1933)
| Nr.   | Rijkspresident van de Weimarrepubliek Reichspräsident der Weimarer Republik | Rijkspresident van de Weimarrepubliek Reichspräsident der Weimarer Republik | Rijkspresident van de Weimarrepubliek Reichspräsident der Weimarer Republik | Ambtstermijn     | Ambtstermijn     | Partij | Verkiezing(en) |
| ----- | --------------------------------------------------------------------------- | --------------------------------------------------------------------------- | --------------------------------------------------------------------------- | ---------------- | ---------------- | ------ | -------------- |
| 1     |                                                                             | Friedrich Ebert                                                             | Friedrich Ebert (1871–1925)                                                 | 11 februari 1919 | 28 februari 1925 | SPD    | 1919           |
| [ 2 ] |                                                                             | Hans Luther                                                                 | Hans Luther (1879–1962)                                                     | 28 februari 1925 | 12 maart 1925    | O      |                |
| [ 3 ] |                                                                             | Walter Simons                                                               | Walter Simons (1861–1937)                                                   | 12 maart 1925    | 12 mei 1925      | O      |                |
| 2     |                                                                             | Paul von Hindenburg                                                         | Generalfeldmarschall Paul von Hindenburg (1847–1934)                        | 12 mei 1925      | 30 januari 1933  | O      | 1925           |
| 2     | 1932                                                                        | Paul von Hindenburg                                                         | Generalfeldmarschall Paul von Hindenburg (1847–1934)                        | 12 mei 1925      | 30 januari 1933  | O      |                |

## Rijkspresidenten vanNazi-Duitsland(1933–1945)
| Nr. | Rijkspresident van het Duitse Rijk Reichspräsident der Deutsches Reich | Rijkspresident van het Duitse Rijk Reichspräsident der Deutsches Reich | Rijkspresident van het Duitse Rijk Reichspräsident der Deutsches Reich | Ambtstermijn    | Ambtstermijn    | Partij(en) |
| --- | ---------------------------------------------------------------------- | ---------------------------------------------------------------------- | ---------------------------------------------------------------------- | --------------- | --------------- | ---------- |
| (2) |                                                                        | Paul von Hindenburg                                                    | Generalfeldmarschall Paul von Hindenburg (1847–1934)                   | 30 januari 1933 | 2 augustus 1934 | O          |
| 3   |                                                                        | Adolf Hitler                                                           | Führer Adolf Hitler (1889–1945)                                        | 2 augustus 1934 | 30 april 1945   | NSDAP      |
| 4   |                                                                        | Karl Dönitz                                                            | Großadmiral Karl Dönitz (1891–1980)                                    | 30 april 1945   | 23 mei 1945     | NSDAP      |

## Staatshoofden van deDuitse Democratische Republiek(1949–1990)

### Presidenten (1949–1960)
| Nr.   | President van de Duitse Democratische Republiek Präsident der Deutschen Demokratischen Republik | President van de Duitse Democratische Republiek Präsident der Deutschen Demokratischen Republik | President van de Duitse Democratische Republiek Präsident der Deutschen Demokratischen Republik | Ambtstermijn     | Ambtstermijn      | Partij |
| ----- | ----------------------------------------------------------------------------------------------- | ----------------------------------------------------------------------------------------------- | ----------------------------------------------------------------------------------------------- | ---------------- | ----------------- | ------ |
| 1     |                                                                                                 | Wilhelm Pieck                                                                                   | Wilhelm Pieck (1876–1960)                                                                       | 11 oktober 1949  | 7 september 1960  | SED    |
| [ 7 ] |                                                                                                 | Johannes Dieckmann                                                                              | Johannes Dieckmann (1893–1969)                                                                  | 7 september 1960 | 12 september 1960 | LDP    |

### Voorzittersvan deStaatsraad(1949–1990)
| Nr.   | Voorzitter van de Staatsraad Vorsitzender des Staatsrats | Voorzitter van de Staatsraad Vorsitzender des Staatsrats | Voorzitter van de Staatsraad Vorsitzender des Staatsrats | Ambtstermijn      | Ambtstermijn    | Partij |
| ----- | -------------------------------------------------------- | -------------------------------------------------------- | -------------------------------------------------------- | ----------------- | --------------- | ------ |
| 1     |                                                          | Walter Ulbricht                                          | Walter Ulbricht (1893–1973)                              | 12 september 1960 | 1 augustus 1973 | SED    |
| [ 9 ] |                                                          | Friedrich Ebert jr.                                      | Friedrich Ebert jr. (1894–1979)                          | 1 augustus 1973   | 3 oktober 1973  | SED    |
| 2     |                                                          | Willi Stoph                                              | Willi Stoph (1914–1999)                                  | 3 oktober 1973    | 29 oktober 1976 | SED    |
| 3     |                                                          | Erich Honecker                                           | Erich Honecker (1912–1994)                               | 29 oktober 1976   | 18 oktober 1989 | SED    |
| 4     |                                                          | Egon Krenz                                               | Egon Krenz (1937)                                        | 18 oktober 1989   | 6 december 1989 | SED    |
| 5     |                                                          | Manfred Gerlach                                          | Manfred Gerlach (1928–2011)                              | 6 december 1989   | 5 april 1990    | LDP    |
| 6     |                                                          | Sabine Bergmann-Pohl                                     | Sabine Bergmann- Pohl (1946)                             | 5 april 1990      | 3 oktober 1990  | CDUD   |

## Bondspresidenten van deBondsrepubliek Duitsland(1949–heden)
| Nr.    | Bondspresident van de Bondsrepubliek Duitsland Bundespräsident der Bundesrepublik Deutschland | Bondspresident van de Bondsrepubliek Duitsland Bundespräsident der Bundesrepublik Deutschland | Bondspresident van de Bondsrepubliek Duitsland Bundespräsident der Bundesrepublik Deutschland | Ambtstermijn      | Ambtstermijn      | Partij | Verkiezing(en) |
| ------ | --------------------------------------------------------------------------------------------- | --------------------------------------------------------------------------------------------- | --------------------------------------------------------------------------------------------- | ----------------- | ----------------- | ------ | -------------- |
| 1      |                                                                                               | Theodor Heuss                                                                                 | Theodor Heuss (1884–1963)                                                                     | 12 september 1949 | 12 september 1959 | FDP    | 1949           |
| 1      | 1954                                                                                          | Theodor Heuss                                                                                 | Theodor Heuss (1884–1963)                                                                     | 12 september 1949 | 12 september 1959 | FDP    |                |
| 2      |                                                                                               | Heinrich Lübke                                                                                | Heinrich Lübke (1894–1972)                                                                    | 12 september 1959 | 30 juni 1969      | CDU    | 1959           |
| 2      | 1964                                                                                          | Heinrich Lübke                                                                                | Heinrich Lübke (1894–1972)                                                                    | 12 september 1959 | 30 juni 1969      | CDU    |                |
| 3      |                                                                                               | Gustav Heinemann                                                                              | Gustav Heinemann (1899–1976)                                                                  | 1 juli 1969       | 30 juni 1974      | SPD    | 1969           |
| 4      |                                                                                               | Walter Scheel                                                                                 | Walter Scheel (1919–2016)                                                                     | 1 juli 1974       | 30 juni 1979      | FDP    | 1974           |
| 5      |                                                                                               | Karl Carstens                                                                                 | Karl Carstens (1914–1992)                                                                     | 1 juli 1979       | 30 juni 1984      | CDU    | 1979           |
| 6      |                                                                                               | Richard von Weizsäcker                                                                        | Richard von Weizsäcker (1920–2015)                                                            | 1 juli 1984       | 30 juni 1994      | CDU    | 1984           |
| 6      | 1989                                                                                          | Richard von Weizsäcker                                                                        | Richard von Weizsäcker (1920–2015)                                                            | 1 juli 1984       | 30 juni 1994      | CDU    |                |
| 7      |                                                                                               | Roman Herzog                                                                                  | Roman Herzog (1934–2017)                                                                      | 1 juli 1994       | 30 juni 1999      | CDU    | 1994           |
| 8      |                                                                                               | Johannes Rau                                                                                  | Johannes Rau (1931–2006)                                                                      | 1 juli 1999       | 30 juni 2004      | SPD    | 1999           |
| 9      |                                                                                               | Horst Köhler                                                                                  | Horst Köhler (1943–2025)                                                                      | 1 juli 2004       | 31 mei 2010       | CDU    | 2004           |
| 9      | 2009                                                                                          | Horst Köhler                                                                                  | Horst Köhler (1943–2025)                                                                      | 1 juli 2004       | 31 mei 2010       | CDU    |                |
| [ 12 ] |                                                                                               | Jens Böhrnsen                                                                                 | Jens Böhrnsen (1949)                                                                          | 31 mei 2010       | 30 juni 2010      | SPD    |                |
| 10     |                                                                                               | Christian Wulff                                                                               | Christian Wulff (1959)                                                                        | 1 juli 2010       | 17 februari 2012  | CDU    | 2010           |
| [ 13 ] |                                                                                               | Horst Seehofer                                                                                | Horst Seehofer (1949)                                                                         | 17 februari 2012  | 18 maart 2012     | CSU    |                |
| 11     |                                                                                               | Joachim Gauck                                                                                 | Joachim Gauck (1940)                                                                          | 18 maart 2012     | 18 maart 2017     | O      | 2012           |
| 12     |                                                                                               | Frank-Walter Steinmeier                                                                       | Frank-Walter Steinmeier (1956)                                                                | 18 maart 2017     | heden             | SPD    | 2017           |
| 12     | 2022                                                                                          | Frank-Walter Steinmeier                                                                       | Frank-Walter Steinmeier (1956)                                                                | 18 maart 2017     | heden             | SPD    |                |